# Diocesi di Babra
La diocesi di Babra (in latino Dioecesis Babrensis) è una sede soppressa e sede titolare della Chiesa cattolica.

## Storia
Babra, identificabile con le rovine nel territorio di Babar nell'odierna Algeria, è un'antica sede episcopale della provincia romana di Numidia.
Unico vescovo conosciuto di questa diocesi africana è Victorinus Babrensis, il cui nome appare al 74º posto nella lista dei vescovi della Numidia convocati a Cartagine dal re vandalo Unerico nel 484; in questa lista il suo nome è accompagnato dalla menzione "prbt", ad indicare che Vittorino era già deceduto all'epoca della sua redazione.
A questa sede Morcelli attribuisce anche il vescovo Pietro, menzionato come episcopus Baricis in una lettera di dicembre 592 di papa Gregorio Magno. Questo vescovo è da attribuire piuttosto alla diocesi di Barica.
Dal 1933 Babra è annoverata tra le sedi vescovili titolari della Chiesa cattolica; dal 15 maggio 2025 il vescovo titolare è Miguel Ángel Contreras Llajaruna, S.M., vescovo ausiliare di Callao.

## Cronotassi

### Vescovi residenti
- Vittorino † (prima del 484)
- Pietro ? † (menzionato nel 592)

### Vescovi titolari
- Giustino Giulio Pastorino, O.F.M. † (11 gennaio 1965 - 26 aprile 2005 deceduto)
- Barry Wood, O.M.I. † (10 ottobre 2005 - 2 maggio 2017 deceduto)
- Antônio de Assis Ribeiro, S.D.B. (28 giugno 2017 - 18 dicembre 2024 nominato vescovo di Macapá)
- Miguel Ángel Contreras Llajaruna, S.M., dal 15 maggio 2025